# Tommy Spurr
Pour les articles homonymes, voir Spurr.
Thomas "Tommy" Spurr, né le 30 septembre 1987 à Leeds, est un footballeur anglais qui évolue au poste de défenseur à Preston North End.

## Carrière
Après avoir fait tout le début de sa carrière à Sheffield Wednesday, son club formateur, Tommy Spurr le quitte à 23 ans pour signer aux Doncaster Rovers le 28 juin 2011 pour un transfert estimé à 200 000 £. Dès son arrivée dans son nouveau club, il bénéficie de la confiance de son entraîneur et occupe une place de titulaire dans la défense centrale.
Le 1er août 2013, il rejoint Blackburn Rovers.
Le 27 juin 2016, il rejoint le Preston North End.
Le 27 juin 2018, Spurr est prêté pour une saison à Fleetwood Town.
Il est contraint de mettre un terme à sa carrière professionnelle en juin 2019, à la suite de plusieurs opérations à la hanche. Il est alors âgé de 31 ans.

## Statistiques
| Saison    | Club                | Pays         | Championnat        | Coupes nationales |
| --------- | ------------------- | ------------ | ------------------ | ----------------- |
| 2005-2006 | Sheffield Wednesday | Championship | 2 matchs           | -                 |
| 2006-2007 | Sheffield Wednesday | Championship | 36 matchs          | 3 matchs          |
| 2007-2008 | Sheffield Wednesday | Championship | 41 matchs / 2 buts | 4 matchs          |
| 2008-2009 | Sheffield Wednesday | Championship | 41 matchs / 2 buts | 2 matchs / 1 but  |
| 2009-2010 | Sheffield Wednesday | Championship | 46 matchs / 1 but  | 3 matchs          |
| 2010-2011 | Sheffield Wednesday | League One   | 26 matchs          | 7 matchs / 1 but  |
| 2011-2012 | Doncaster Rovers    | Championship | 19 matchs          | 2 matchs          |
| 2012-2013 | Doncaster Rovers    | League One   | 17 matchs          | 5 matchs          |

Dernière mise à jour le 18 novembre 2012

## Palmarès
- Doncaster Rovers
  - Champion d'Angleterre de D3 en 2013.